# Station Matlock Bath
Matlock Bath is een spoorwegstation van National Rail in Matlock Bath, Derbyshire Dales in Engeland. Het station is eigendom van Network Rail en wordt beheerd door East Midlands Railway. Het station is geopend in 1849.